# Est 3103 bis 3280
Die Est 3103 bis 3280 der Est-Baureihe 11s waren Heißdampf-Verbundlokomotiven mit Schlepptender der französischen Compagnie des chemins de fer de l’Est für den Schnellzugdienst, die mit einem Vierzylinder-Triebwerk nach de Glehn ausgeführt waren. Sie wurden bei den SNCF als Baureihe 1-230.A eingereiht und galten als die schwersten und stärksten Ten-Wheeler-Lokomotiven der französischen Bahnen.

## Geschichte
Da die Leistung der Est 2401 bis 2432 mit zwei Kuppelachsen nicht mehr ausreichte, musste eine Lokomotive mit drei Kuppelachsen entwickelt werden. Als Basis dienten die Universallokomotiven Est 3401 bis 3500, die ersten von den Chemins de fer de l’Est beschafften Vierzylinder-Verbundlokomotiven. In den bahneigenen Werkstätten in Épernay wurden zwei Lokomotiven mit größeren Kuppelrädern und einem leistungsfähigeren Kessel gebaut, die die Nummern 3101 und 3102 erhielten und zunächst der Baureihe 9 zugeordnet wurden, bevor sie aufgrund ihrer unerwartet hohen Leistung der Baureihe 11 zugeordnet wurden. Die Serienversion wurde mit noch größeren Abmessungen und Verbesserungen gebaut, die auch auf die beiden Prototypen übertragen wurden.
Die Lokomotiven wurden zwischen 1906 und 1927 in acht Teilserien beschafft, wobei die ersten beiden Serien mit den Lokomotiven 3103 bis 3146 noch keine Überhitzer hatten. Die später gebauten Lokomotiven mit Überhitzer wurden der Baureihe 11 S zugeordnet, wobei das S für surchauffeur ‚Überhitzer‘ stand. Anfangs wurden verschiedene Überhitzertypen verwendet, die später zur Vereinheitlichung durch Duchâtel-Mestre-Überhitzer ersetzt wurden. Ab 1925 erhielten die Lokomotiven kleine rechteckige Windleitbleche, die Nr. 3166 war 1910 an der Brüsseler Weltausstellung ausgestellt.
| Baureihe | Betriebsnummer | Hersteller               | Fabriknummer     | Anzahl | Ablieferung |
| -------- | -------------- | ------------------------ | ---------------- | ------ | ----------- |
| 11       | 3103–3132      | Zentralwerkstatt Épernay | 525–554          | 30     | 1906–1907   |
| 11       | 3133–3146      | Zentralwerkstatt Épernay | 588–601          | 14     | 1908        |
| 11 S     | 3147–3150      | Zentralwerkstatt Épernay | 602–605          | 4      | 1908        |
| 11 S     | 3151–3170      | Zentralwerkstatt Épernay | 626–645          | 20     | 1908–1909   |
| 11 S     | 3171–3190      | Krauss-Maffei            |                  | 20     | 1911        |
| 11 S     | 3191–3210      | Zentralwerkstatt Épernay | 691–701, 704–712 | 20     | 1912–1913   |
| 11 S     | 3211–3230      | SACM                     |                  | 20     | 1913        |
| 11 S     | 3231–3280      | Batignolles-Châtillon    |                  | 50     | 1925–1927   |

Die Lokomotiven der Baureihe 11 S waren den Bahnbetriebswerken zugeteilt, die die Schnellzuglokomotiven stellten. Dies waren Paris la Villette, Noisy-le-Sec, Chaumont, Châlons-sur-Marne, Reims, Nancy, Mohon und Chalindrey. Ab 1932 wurden die Lokomotiven der Baureihe 11 S zur Leistungssteigerung umgebaut, lediglich die beiden Vorserienlokomotiven 3101 und 3103 wurden 1933 ausgemustert. Die umgebauten Lokomotiven wurden zu Est 230 103 bis 230 280, die später bei der SNCF zu 1-230 K wurden, die restlichen 28 Lokomotiven der Baureihe 11 S wurden zu 1-230 J 108…219. Bis 1946 wurden alle ehemaligen 3100er-Lokomotiven zu 1-230 K umgebaut, die bis Mitte der 1960er Jahre im Einsatz waren.

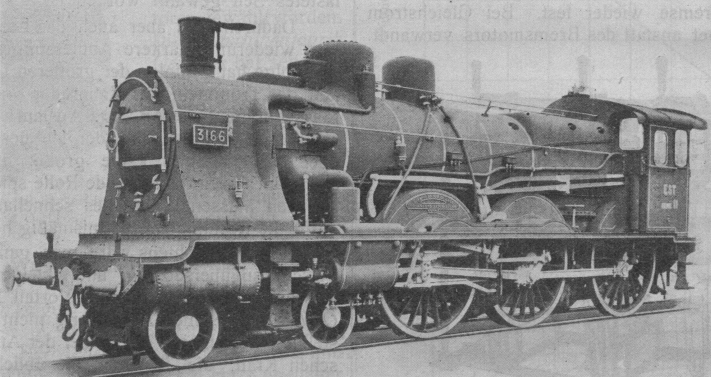
Est 3166 von der Zentralwerkstatt Épernay
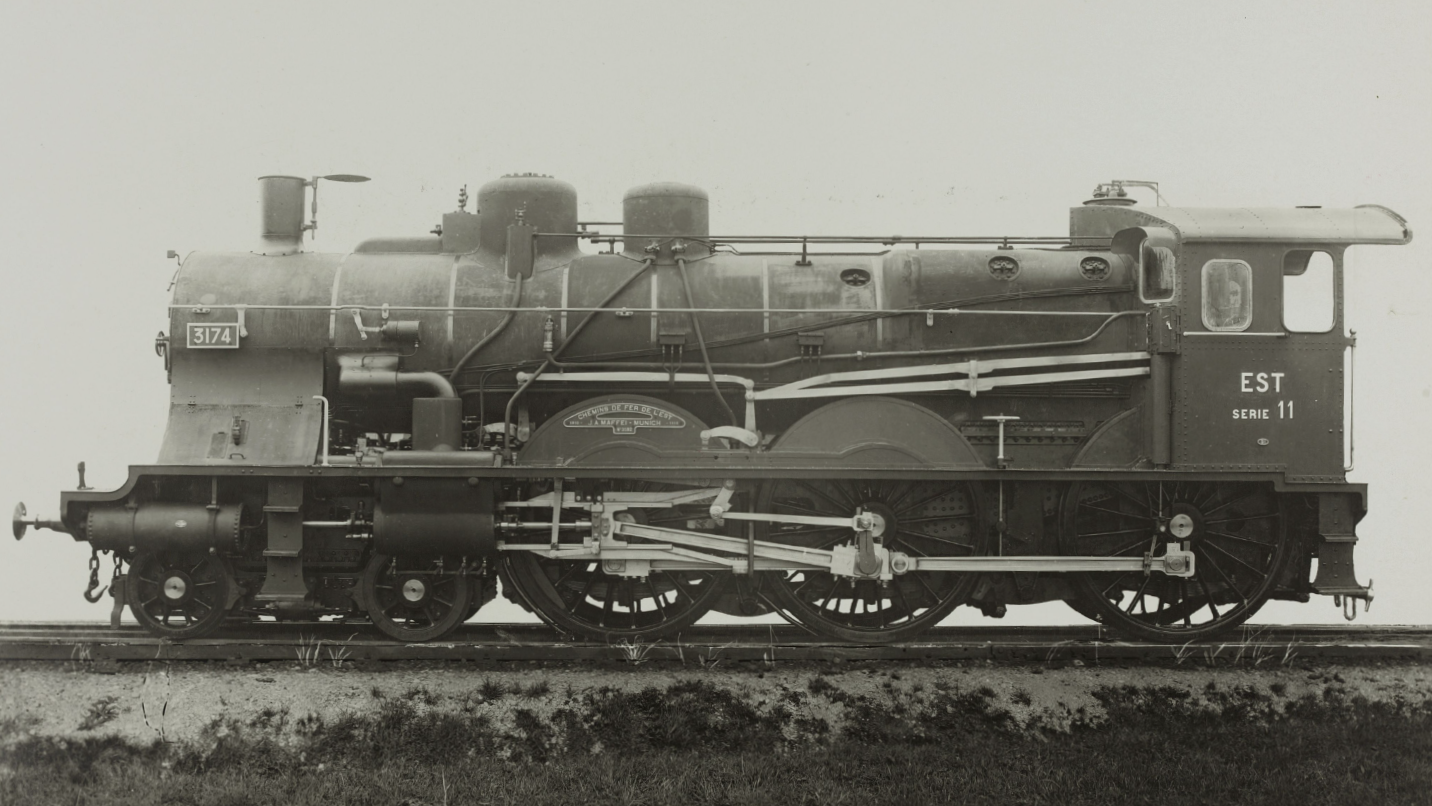
Est 3176 von J.A. Maffei, München

## Technik
Die Lokomotiven waren mit einem Vierzylinder-Verbundtriebwerk nach de Glehn ausgeführt. Es wurde die übliche Anordnung mit Walschaert-Steuerung, außenliegenden Hochdruckzylindern und innenliegenden Niederdruckzylindern verwendet. Alle Zylinder waren mit Kolbenschiebern ausgestattet. Für den Leerlauf wurde am Einströmrohr des linken Hochdruckzylinders und am Verbindungskanal bei den beiden Niederdruckzylindern ein Luftventil angebracht. Die Zylinderdeckel waren mit Sicherheitsventilen ausgestattet. Die Ventile der Hochdruckzylinder öffneten bei einem Druck von 16 bar, die der Niederdruckzylindern bei 6,5 bar. Wenn die kombinierte Gegendruck- und Gegendampfbremse genutzt wurde, konnte Kühlwasser in die Zylinder eingespritzt werden. Die Kolben und Schieber wurden mithilfe eines automatischen Nathan-Schmierapparats geschmiert.

Die Kesselmitte des Langkessels, der aus drei Schüssen bestand, befand sich in 2,69 m Höhe über der Schienenoberkante. Der mittlere Durchmesser betrug 1550 mm. Die Überhitzerlelemente lagen in den Rauchrohren und überhitzten sowohl den Frischdampf aus dem Dampfdom, als auch den Abdampf aus den Hochdruckzylindern. Der Stehkessel war als Belpaire-Stehkessel ausgeführt. Vorne auf dem Kessel befand sich der Dampfdom mit einem davor angeordnetem Flachschieberregulator. Hinter dem Dampfdom war der kleinere Sanddom mit Sandung für die ersten beiden Kuppelachsen angeordnet. Das Laufdrehgestell war gebremst und hatte einen Innenrahmen. Der Drehpunkt konnte sich um 55 mm auf beide Seiten verschieben. Die von dem Laufdrehgestell getragene Last betrug etwa 20 t. 

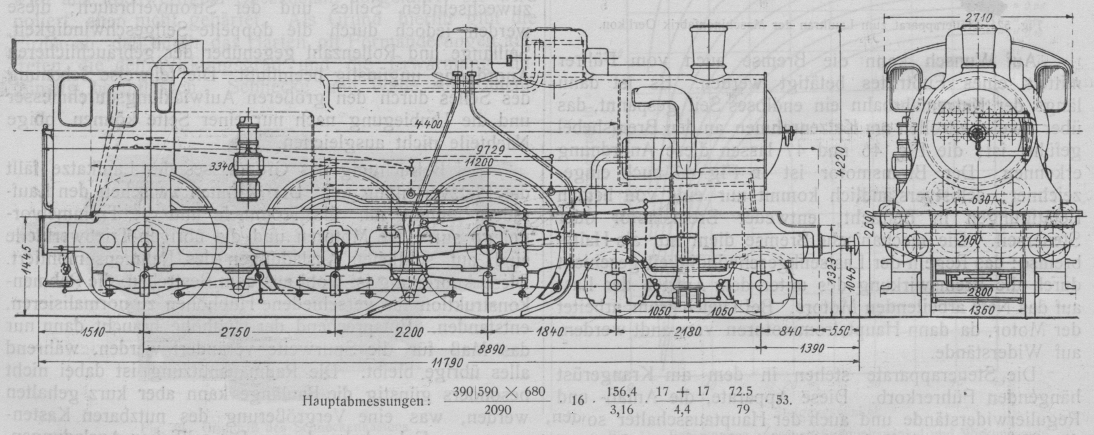
Maßbild der Lokomotive Nr. 3166